# アイシテル (平井堅の曲)
「アイシテル」は、2010年11月10日に発売された平井堅の通算33枚目のシングル。発売元はDefSTAR Records。規格品番はDFCL-1726。CD EXTRA仕様の初回限定盤はDFCL-1725。

## 解説
前作「Sing Forever」から約1ヶ月のインターバルで発売されたシングル盤。初回限定盤は前作のCDシングル同様となるCD EXTRA仕様。2ヶ月連続でのCDシングル発売は2009年に続き、2年連続となった。CD帯記載のコピー：愛が見えないから、人は言う。“アイシテル”
表題曲「アイシテル」は、映画『ゴースト もういちど抱きしめたい』（2010年11月13日公開）の主題歌に起用された。
カップリング曲のうち「Unchained Melody（アンチェインド・メロディ）」は、前述の映画『ゴースト/ニューヨークの幻』主題歌のカバー。アル・ヒブラー（1955年）やライチャス・ブラザーズ（1965年）らが歌い、スタンダード・ナンバーとなっている楽曲である。平井堅が歌う当楽曲は、リメイク版挿入歌となった。また「僕は君に恋をする rei harakami remix」は、通算31枚目となったシングル曲「僕は君に恋をする」のリミックス。
本CDシングルと同時に、歌手デビュー15周年を記念したカップリングコレクション・アルバム『Ken Hirai 15th Anniversary c/w Collection '95-'10 “裏 歌バカ”』（DFCL-1713/14）が発売された。

## 収録曲

### CD
1. アイシテル（5:15）
  - 作詞・作曲: 平井堅、編曲: 亀田誠治
2. air cameraman（4:06）
  - 作詞・作曲: 平井堅、編曲: 石成正人
3. Unchained Melody（3:59）
  - 作詞: ハイ・ザレット、作曲: アレックス・ノース、編曲: 亀田誠治
4. 僕は君に恋をする rei harakami remix（4:48）
  - 作詞・作曲: 平井堅、ミキサー: レイ・ハラカミ
5. アイシテル -less vocal-（4:48）

### CD EXTRA
- 「Sing Forever」 MUSIC VIDEO
- 「Ken's Bar in N.Y.」 LIVE MOVIE